# Moulin de la Quétraye
Le moulin de la Quétraye est un moulin situé à Mésanger, en France.

## Localisation
Le moulin est situé sur la commune de Mésanger, dans le département de la Loire-Atlantique.

## Historique
Le monument est inscrit au titre des monuments historiques en 1965.